# Herrschaft Pinkafeld

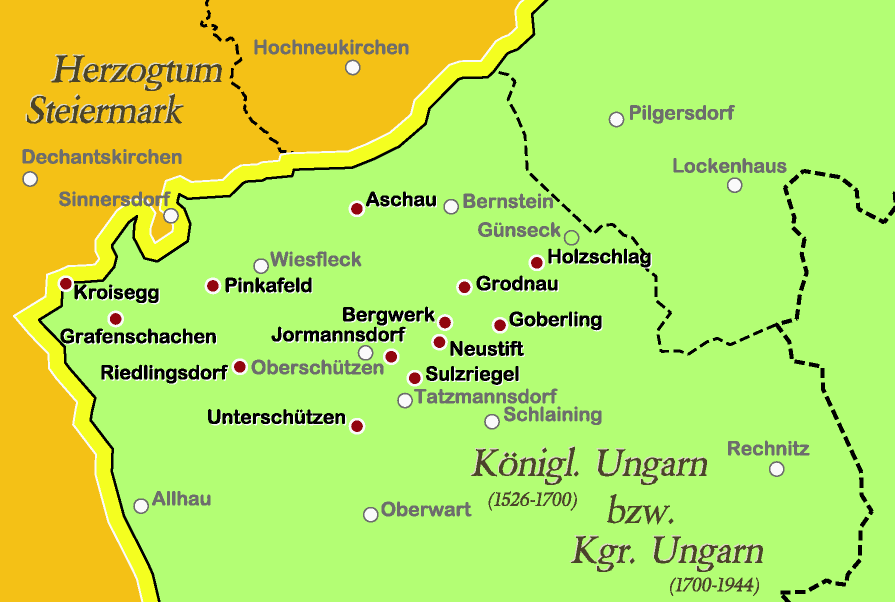
Ortschaften der Herrschaft Pinkafeld (rot markiert)

Die Herrschaft Pinkafeld war als eine der Herrschaften des Burgenlands eine historische Verwaltungseinheit im österreichischen Bundesland Burgenland und bestand als selbständige Herrschaft von 1659 bis 1854. Die Herrschaftsinhaber waren ausschließlich Familienmitglieder der ungarischen Magnaten Batthyány oder deren Ehegattinen und -gatten. Das Herrschaftsarchiv der ehemaligen Herrschaft befindet sich heute im Landesarchiv Burgenland.

## Geschichte

### Entstehung der Herrschaft

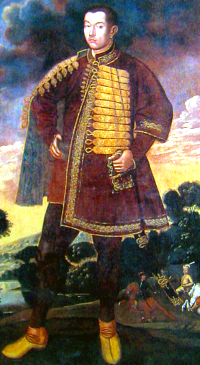
Paul I. Batthyány: Herrschaftsinhaber 1669–1674, Gründer der Pinkafelder Linie seiner Familie.

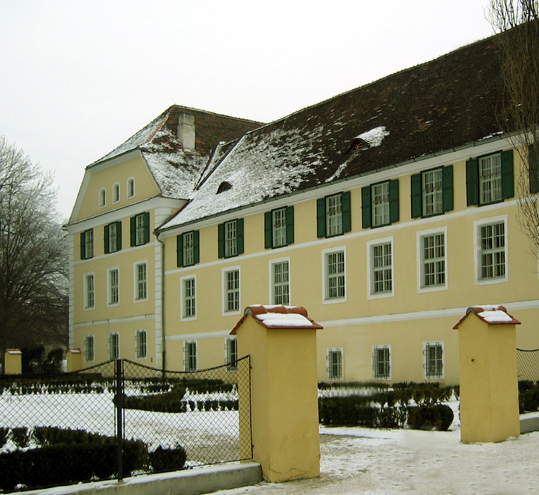
Herrschaftssitz Schloss Pinkafeld

Der Herrschaftsbereich gehörte um 1289 den Herren von Güns und war ab 1291 Teil der Herrschaft Bernstein im Burgenland.
Eigenständig wurde die Herrschaft als nach dem Tod Ádám Batthyánys, des Inhabers der Herrschaften Güssing, Rechnitz, Schlaining und Bernstein, seine zweite Frau Barbara 1659 die Herrschaft Pinkafeld und Schloss Pinkafeld als Witwensitz übernahm. 1660 übernahmen Christoph und Paul, die Söhne aus erster Ehe ihres verstorbenen Gatten, die Herrschaft. Außer dem Vorort Pinkafeld gehörten damals die Ortschaften Riedlingsdorf, Wiesfleck, Schönherrn, Weinberg, Hochart, Schreibersdorf, Willersdorf, Sulzriegel, Kroisegg und Rechpach bei Pinkafeld (existiert heute nicht mehr) zum Herrschaftsgebiet. Noch im selben Jahr vereinigten die Brüder Batthyány die Herrschaft mit Bernstein. 1669 wurde Bernstein unter Christoph und Paul aufgeteilt. Dem jüngeren Sohn Paul fiel dabei Pinkafeld mit Riedlingsdorf, Unterschützen, Aschau, Bergwerk, Grodnau, Holzschlag, Goberling, Jormannsdorf, Kroisegg, Neustift und halb Günseck zu. Das halbe Dorf Grafenschachen, das zur Herrschaft Schlaining gehörte, war an die Herrschaft Pinkafeld verpfändet. Außerdem kam das Vitriol- und Schwefelbergwerk bei Bergwerk zu den Gütern Paul Batthyánys. Das Herrschaftsgebiet war durch die Gemeinde Oberschützen in zwei Teile getrennt. Die Aufteilung erfolgte nicht ausschließlich nach geografischen Gesichtspunkte, sondern man hatte auch auf Gerechtigkeit im Hinblick auf den wirtschaftlichen Wert der Güter geachtet. Die Zusammensetzung der Herrschaft änderte sich trotz mehrfacher Teilungen in späteren Jahren bis zum Ende ihres Bestehens nur mehr geringfügig.

### 17. Jahrhundert
Paul I. Batthány hatte die Herrschaft von 1669 bis zu seinem Tod 1674 inne. Er wurde der Ahnherr der Pinkafelder Linie seiner Familie. Danach verwaltete Pauls Onkel Graf Ladislaus Csáky die Herrschaft als Vormund der Söhne Pauls. Der ab 1397 mit verschiedenen Privilegien wie z. B. der hohen und nieder Gerichtsbarkeit ausgestattete Markt Pinkafeld geriet mit Csáky in Streit, da dieser das Landgericht an sich ziehen wollte. Die Pinkafelder beschwerten sich beim ungarischen König Leopold I. Die Beschwerde war offenbar erfolgreich, da die Vormundschaft über die Söhne und damit die Verwaltung der Herrschaft 1676 an Christoph II. Batthány, Bruder des verstorbenen Paul, überging.
1698 teilten sich die Brüder Franz und Sigismund Batthyány die Herrschaft. Auf Franz entfielen die Dörfer Holzschlag, Günseck und Jormannsdorf, auf Sigismund Pinkafeld, Riedlingsdorf, Kroisegg, Unterschützen, Goberling, Grodnau, Aschau, Bergwerk und Neustift.

### 18. Jahrhundert
Ab 1699 entwickelte sich ein Rechtsstreit zwischen den privilegierten Orten Pinkafeld und Unterschützen und dem Herrschaftsinhaber Sigismund Batthyány, der die Privilegien der Ortschaften nicht anerkennen wollte. Im Zuge des antihabsburgischen Aufstands unter dem ungarischen Adeligen Franz II. Rákóczi (Kuruzenkrieg) fielen 1704, 1707 und 1708 die Kuruzen ins Herrschaftsgebiet ein und plünderten. Diese Kriegswirren verzögerten auch den Prozess mit dem Herrschaftsinhaber. 1716 bestätigte König Karl VI. schließlich die Privilegien der Orte und sprach eine Strafe für Graf Sigismund aus.
Nach dem Tod Franz Batthyánys (1717) wurde die 1698 geteilte Herrschaft wiedervereinigt. 1736 kam es erneut zu einem Streit um die Pinkafelder Privilegienangelegenheiten zwischen dem Herrschaftsvorort Pinkafeld und dem Grundherrn Adam III. Batthány. Die Streitigkeiten konnten auch unter den nachfolgenden Grundherren nicht gelöst werden und fanden erst Anfang des 19. Jahrhunderts unter dem Grundherren Nikolaus Batthyány ein Ende.

### 19. Jahrhundert
Zur Zeit der Koalitionskriege zogen 1806 bis 1809 einige hundert Mann Franzosen durch das Herrschaftsgebiet, die in der Steiermark und auf Pinkafelder Gemeindegebiet kampierten. Bürger aus der Herrschaft gingen als freiwillige Rekruten zu ungarischen Regimentern und man lieferte Frucht, Vieh und Tuch an die französischen Truppen. 1808 hatte Nikolaus Batthyány die Herrschaft in Besitz genommen. 1836 wurde in Ungarn die Aufhebung der Robot beschlossen. Die Herrschaft bestand bis zur Durchführung der Grundentlastung. 1854 beschloss der Ungarische Reichstag die Aufhebung der Leibeigenschaft, der grundherrlichen Rechtsprechung, vieler weiterer Vorrechte der Grundherren, der Frondienste usw. Der von den Bauern bewirtschaftete Pachtgrund ging gegen eine Ablöse in deren Eigentum über. Nicht eingelöster Grund blieb den Batthyany als Großgrundbesitz. Die ehemaligen Untertanen wurden zu Staatsbürgern, die Ortschaften der Herrschaft freie Gemeinden. Der ehemalige Herrschaftssitz Schloss Pinkafeld blieb in batthyanischem Eigentum.
| Ortsname heute          | Ortsname 1744     | Einwohner 1846 |
| ----------------------- | ----------------- | -------------- |
| Pinkafeld               | Oppidum Pinkafeld | 2.856          |
| Riedlingsdorf           | Rődöny            | 1.282          |
| Unterschützen           | Alsó Sicz         | 1.079          |
| Grodnau                 | Grodnau           | 307            |
| Goberling               | Goberlingh        | 514            |
| Aschau im Burgenland    | Ossau             | 252            |
| Jormannsdorf            | Jurmersdorff      | 398            |
| Neustift bei Schlaining | Naistift          | 222            |
| Kroisegg                | Kruiszegh         | 172            |
| Bergwerk                | Perbergh          | 266            |
| Holzschlag              | Holczslagh        | 418            |
| Herrschaft Pinkafeld    |                   | 7.766          |

### 20. Jahrhundert
Um die Jahrhundertwende geht der Großgrundbesitz und das Schloss der ehemaligen Herrschaftsinhaber Batthyány auf den Zweig Batthyány-Taxis über. Danach kam der Besitz durch Einheiratung an Baron Neugebauer und 1925 durch Kauf an die Familie Kageneck. In weiterer Folge verteilte sich der Grundbesitz der ehemaligen Herrschaft auf weitere Eigentümer. Den früheren Herrschaftssitz Schloss Pinkafeld erwarb die Gemeinde Pinkafeld.

## Batthyány Familienarchiv Pinkafeld
Das Archiv der Herrschaft Pinkafeld ist eines der wenigen Familien- und Herrschaftsarchive der ehemaligen Herrschaften auf burgenländischem Gebiet, das sich heute im Besitz des Landes Burgenland befindet. Der Großteil der Archive ist heute im Staatsarchiv Ungarn oder bei den jeweiligen ehemaligen Herrschaftsinhabern. Das Pinkafelder Herrschaftsarchiv wurde nach der Übernahme der Herrschaft durch die Familie Taxis nach Kittsee gebracht. Später kam es an das Heimatmuseum Pinkafeld, wo es vom späteren Landesarchivdirektor Josef Karl Homma geordnet wurde. Mit dem Anschluss Österreichs 1938 an das Nationalsozialistische Deutsche Reich kam Pinkafeld zum Reichsgau Steiermark und das Archiv wurde dem Steiermärkischen Landesarchiv in Graz übergeben. Nach der Wiedererrichtung des Landes Burgenland 1945 kam es ins Landesarchiv Burgenland.
Das Archivverzeichnis umfasst 362 Maschinschreibseiten. In dem Archiv befinden sich auch Bestände der Herrschaften Güssing, Neuhaus, Zemming und Nagyszarva. Dies erklärt sich aus den batthyánischen Teilungen denen zufolge auch Teile der aufscheinenden Herrschaften dem Pinkafelder Zweig der Familie zugefallen waren.